# 黄毛豆腐柴
黄毛豆腐柴（学名：Premna fulva），为马鞭草科豆腐柴属下的一个植物种。